# Leslie Benzies
Leslie Benzies (Aberdeen, 17 gennaio 1971) è un autore di videogiochi britannico, ex presidente di Rockstar North, una filiale di Rockstar Games.
È stato il capo sviluppatore della serie Grand Theft Auto, assumendone le responsabilità da Grand Theft Auto III a Grand Theft Auto V. Dal 2016 Benzies non lavora più per Rockstar, ed è in una causa con loro per il pagamento delle royalties.

## Biografia
Leslie è nato ad Aberdeen, in Scozia, ma si trasferì a Elgin quando era giovane. All'età di 11 anni suo padre, Leonard, acquistò un computer Dragon 32. Leslie, da allora, imparò a programmare e creò il suo primo videogioco.
La carriera professionale di Leslie come programmatore di videogiochi è iniziata nel 1995 presso DMA Design (oggi Rockstar North), dove è stato responsabile del team di sviluppo del videogioco platform Space Station Silicon Valley per Nintendo 64. Il gioco venne rilasciato nell'ottobre del 1998, dopo di che iniziò a formare la squadra che avrebbe reso famosa la serie di Grand Theft Auto.
Nel 2005 lui e Sam Houser, presidente di Rockstar Games, hanno ricevuto un premio speciale BAFTA.
Nel giugno del 2014 ha annunciato un accordo per l'acquisto della St. Stephen's Church nel sobborgo di Stockbridge, a Edimburgo, per poco più di 500.000 sterline, con l'intenzione di preservare l'edificio e creare un gruppo costituito da membri della comunità per gestirlo.
Benzies ha preso un congedo sabbatico da Rockstar il 1º settembre 2014. Nel gennaio 2016 viene annunciato l'abbandono da parte sua dell'azienda. Il 12 aprile 2016, Leslie Benzies ha avviato un'azione legale contro Rockstar Games e Take Two Interactive, chiedendo 150 milioni di dollari in royalties non pagate.
Nel gennaio 2017, Leslie Benzies, ha messo in piedi 5 compagnie tra cui la Royal Circus Games, la quale si propone di sviluppare videogiochi per console, PC e dispositivi mobili.

## Videogiochi

### Produttore
- Grand Theft Auto III (2001)
- Grand Theft Auto: Vice City (2002)
- Manhunt (2003)
- Grand Theft Auto: San Andreas (2004)
- Grand Theft Auto: Liberty City Stories (2005)
- Grand Theft Auto: Vice City Stories (2006)
- Manhunt 2 (2007)
- Grand Theft Auto IV (2008)
- Grand Theft Auto IV: The Lost and Damned (2009)
- Grand Theft Auto: Chinatown Wars (2009)
- Grand Theft Auto IV: The Ballad of Gay Tony (2009)
- Red Dead Redemption (2010)
- L.A. Noire (2011)
- Max Payne 3 (2012, Esecutivo)
- Grand Theft Auto V (2013, anche Game Designer)

### Programmatore
- Space Station Silicon Valley (1998)

### Game director
- Mindseye (2025)
- Everywhere (TBA)